# 赤松満祐
赤松 満祐（あかまつ みつすけ）は、室町時代中期の武将、守護大名である。室町幕府侍所頭人、播磨・備前・美作守護。赤松義則の嫡男。兄弟に義雅、祐尚（祐之）、則繁など。従兄弟に有馬持家、満政。子に教康。生年は文中2年/応安6年（1373年）説もある。

## 生涯

### 家督相続
赤松義則の子として生まれ、元服時に室町幕府第3代将軍・足利義満より偏諱の授与を受けて満祐と名乗る。父の代理として早くから政治の表舞台にあり、第4代将軍・足利義持（義満の嫡男）の代になって、応永18年（1411年）から応永20年（1413年）に侍所頭人を務めた。また応永21年（1414年）からは父に次いで左京大夫に叙任され、守護職を代行している（『美作木山寺文書』）。
応永34年（1427年）に亡くなった父の跡を継いだが、前将軍・義持（当時の将軍は第5代義量）が満祐の所領である播磨を没収して寵愛する側近の赤松持貞（満祐の又従兄弟）に与えようとすると、満祐は京都の自邸を焼き払って領国の播磨へ下り、一族を集めて合戦の準備を始めた。これに激怒した義持は残る備前・美作両国も奪ったうえで追討令を出すが、討伐を命じられた一色義貫らが出兵を拒むなど混乱が続く。翌年に突如持貞と義持の側室との密通に関する告発があり、持貞は切腹に追い込まれた。満祐は諸大名の取りなしを受けて赦免された。

### 義教時代
応永35年（1428年）1月に義持が死去、その弟の足利義教が第6代将軍となると、反乱を起こした北畠満雅討伐軍に加わり、満雅の子・教具と幕府を和睦させて北畠家の取次を務めた。同年から永享4年（1432年）まで侍所頭人に再任、翌年に播磨の国一揆が起こると播磨に下向、反乱を鎮圧した。永享4年の大和永享の乱では実弟の義雅を大将にした軍勢を派遣している。
また正長2年（1429年）には赤松家の本拠の播磨で播磨の土一揆が起こった。これは前年の満祐の家督相続時、幕府との合戦を決意して軍備を整えていたとき、大量の兵糧を徴発したために起こったとされるが、京都で正長の土一揆が起こって侍所別当として鎮圧に当たっていた満祐は、急遽播磨に下向して鎮圧に努めている。
義教とは当初良好な関係であり、宿老の1人として義教の諮問に応じたり、義教の邸宅訪問を受けたり、永享10年（1438年）11月に3度目の侍所頭人を任されるなど幕府内の長老格として権勢を振るうが、やがて義教は有力大名を誅殺しだすと、永享10年3月には家臣3名が義教によって殺害され（『看聞御記』3月15日条）、永享12年（1440年）3月17日に弟の義雅の領土が没収されて一部が遠縁の赤松貞村（持貞の甥）に与えられた。満祐も領地を没収されて貞村に与えられると言う風聞が起こるなど、次第に対立の色を深めていった。

### 将軍殺害
義教は満祐に限らず有力守護大名家に介入し、管領の斯波氏や畠山氏の他に京極氏、土岐氏、一色氏ら四職にも介入した。永享12年（1440年）5月15日には丹後・若狭・三河・山城の四か国守護兼尾張知多郡分郡守護の一色義貫を、翌16日には伊勢守護土岐持頼を相次いで殺害し、家督と守護職を没収してその一族や他の大名に分け与えるという強硬策に出たため、満祐は不安を次第に強めていった。9月22日にはついに侍所別当の職を罷免させられたため、幕府への出仕もしなくなった。このため、義教と満祐の対立が先鋭化し、不穏な噂も絶えなかったという。
嘉吉元年（1441年）6月18日、加賀守護富樫教家は突如として義教の勘気を蒙り守護を解任され、加賀守護は僧になっていた弟の富樫泰高に与えられた。それからわずか6日後の6月24日、満祐は結城合戦の祝勝会と称して義教を自邸に招き、嫡子の教康と弟の則繁に命じて義教を殺害した。

### 最期
その後は京都における赤松一族の屋敷を焼き、領地の播磨へ逃れて足利直冬の孫とされる足利義尊を新将軍に奉じて対立する。しかし『赤松盛衰記』では赤松家中内部でさえ義尊擁立には必ずしも賛成していなかったことを示している。同書では義尊を迎え入れた後、満祐は義尊を利用して味方を増やそうとした一方で、東坂本の定願寺で酒宴・猿楽・連歌・詩歌・管弦・芸能など遊興の限りを尽くすのを黙認したとされている。満祐はあくまで義尊を傀儡として利用したのであり、武将として陣頭に立つ事は期待していなかったとされている。
幕府は強力な独裁者である義教を突然失って混乱しており、また義教の息子らはいずれも幼く有力一族も欠けていたため危機的状況にあった。しかし管領の細川持之は義教の嫡子・千也茶丸（足利義勝）を立て、対応策を必死に練った。このとき満祐が持之宛に挑戦状を出したとされるが、『赤松盛衰記』にしか記録がなく、創作とされる。
幕府の持之は細川持常、山名持豊（宗全）、赤松貞村らをはじめ、西国の河野氏や吉川氏などを動員して赤松領に侵攻させた。教康・則繁らの善戦で一時は幕府軍を圧倒したが、赤松討伐の綸旨が出されて満祐は朝敵とされた。播磨だけでなく美作・備前などにも山名軍ほか諸軍が攻め寄せて赤松家を裏切りあるいは敗北したため、満祐は防御力のほとんどない居城の坂本城から山城の城山城（現・兵庫県たつの市）に籠もった。しかし幕府軍に攻められ、教康や則繁らを逃がしたあとの9月10日に一族69名と切腹自殺する。享年61もしくは69。介錯は安積行秀が務めた。首級は山名教之の家臣・出石景則に奪われ、義教の遺児に見せられたのち、9月21日に四条河原で晒された。この一連の争乱を嘉吉の乱と呼ぶ。
死後、従弟の満政、甥の則尚が赤松氏再興を狙い挙兵したが、宗全に鎮圧された。しかし長禄2年（1458年）、又甥に当たる赤松政則が後南朝から神璽を奪回した功績で再興を果たした（長禄の変）。

## 直系子孫に関する伝承
教康は満祐の命を受けて赤松氏存続の為に17人の供回りと城山城の西南から脱出し、室津から船で妻の従兄にあたる伊勢の多気城にいる北畠教具のもとへと逃亡した。この際、教康は則繁や満祐が擁立した足利義尊らと共に逃走したとされる（『建内記』嘉吉元年九月二十五日条）。教具は3日ほど城内に滞在させたが、やがて厄介者として馬場城に身柄を移した（『赤松盛衰記』）。そして教具は幕府からの討伐を受けることを恐れ、心証を良くする為に教康を匿うことを拒絶。絶望した教康は9月28日に伊勢で自殺して果てた。その首級は10月1日に京都に送られ、幕府によって赤松屋敷に晒された。以上のように教康は19歳で没した。
但し、薩摩の島津家の史料である『本藩人物誌』によると、教康は満祐の死後に日向志布志（現鹿児島県）へ忍び下り、志布志の松山の中島に蟄居、教康の曾孫に赤松肥前守義季がおり、島津義久に仕えたと記されている。これが事実であれば、義季は満祐の玄孫にあたり、満祐・教康父子の血筋は薩摩で生き延び、満祐が教康に命じた赤松氏存続は結果的に果たされたことになる。
『薩陽武鑑』の略系譜では、義季の養子に頴娃の鮫島氏から義隣が入り、義隣の子が新之丞（次郎右衛門）則春、則春の子が甚右衛門則茂、則茂の養子である則正と続いている。
則春は用人として、元禄16年（1703年）3月11日と宝永元年（1704年）5月21日の島津吉貴参勤・帰宅随行者中に見え、正徳3年（1713年）5月3日に「赤松又十郎」宛に対する赤松家由緒に関わる系図文書などを次渡している。
則茂は貞享4年（1687年）9月10日の島津綱貴襲封の賀儀に江戸留守居として見え、元禄7年（1695年）11月の島津光久死去前後の江戸幕府との折衡や元禄国絵図調進、上野寛永寺普請に関わるなど重要な役割を果たし、島津吉貴の治世中である宝永6年（1709年）頃まで活動が確認される。また、則茂には島津忠守の二男又十郎（元の名は忠雄。貞享4年（1687年）8月23日生まれ）を養子にする件が成立したことも記録されている。又十郎は赤松次郎右衛門則恒と名乗るが後に辞去、正徳3年（1713年）7月に島津吉貴から家号の「郷原」と実号の「兵雄」を拝領している。則茂の後嗣には町田八右衛門俊方の二男である則正が入った。
則正は安永4年（1775年）に家老職に就き、赤松家は上級家臣（寄合）に属した。則正は安永8年（1779年）に家老を辞した後、翌安永9年（1780年）に没している。
ちなみに則春・則茂父子が用人や江戸留守居として活動した時期は、元禄国絵図作製を巡り、島津家の由緒が江戸幕府側（大学頭である林信篤）にも取り沙汰された時期であった。その際に島津家に指南した人物が旗本の石野八兵衛雅植（赤松氏第5代当主・赤松範資の末裔である七条赤松家（石野氏）の赤松範恭と同一人物。満祐・教康父子の祖父で赤松氏第6代当主・赤松則祐は範資の弟）であったこと、赤松氏が用人や江戸留守居に登用されたことは無関係ではないと考えられている。石野氏が赤松氏の嫡流を自負し、かつ元禄14年（1701年）12月27日付島津吉貴宛の書状において、「末々一族とハ甚右衛門儀者違申」としたように、薩摩の赤松氏が満祐の子孫家として特別視されていたことが窺える。

## 人物・逸話
満祐はその背丈の低さから父と共に三尺入道などと呼ばれていたことから低身長症（軟骨無形成症・身長が120cm程）だった可能性もある。またそのコンプレックスゆえに、足利義持・足利義教と2代に渡って将軍に反抗したのではないかとの説もある。
江戸時代に身分制度が固まった封建制の下で、満祐は「逆臣伝」（『野史』）で扱われている。また満祐こそが「真の下克上時代」を切り開いた人物という評価もある。
満祐は性格が傲岸不遜、横柄で気性が激しかったという。これには多くの逸話もある。
- 満祐は弟の中でも乱暴者で知られた則繁と特に仲が良く、満祐は常に則繁を伴って行動していた。則繁が細川邸で暴挙に及び将軍の義持から切腹命令が出ても弟をかばったとされており、このため義持・義教の2代にわたって満祐は信頼されず、むしろ温和で有能な庶流家を厚遇したという[18]。
- 東寺の傍を通ったとき、壁越しに見た一本の松が特に枝振りが美しかったので使いを送ってこの松を所望した。勿論、満祐はそのための代金も出しているが、社寺で成長した松の木を私邸に移すなど当時の常識では考えられぬことで、東寺では衆議を開いて協議したが赤松家が幕府の重職にあることを考慮してやむなく松を譲ったという（『東寺文書』）[19]。
- 強力な独裁者・足利義教を突如失っただけでなく、義教の遺児がいずれも幼少だったことから大混乱した幕府では当面の間、赤松討伐どころでは無くなった。かたや満祐は幕府からの討伐軍が派遣されるまで2ヶ月もの間、播磨など領有3カ国を保持し時間的余裕があったにもかかわらず、上洛して倒幕しようとすらしなかった。これは義教の没後には、生前に家督問題で介入されていた諸大名家で再び内紛が起こり、こちらが擁立した足利直冬の孫の御教書に応じて幕府に謀反する大名が多いと満祐が過信していたためという。しかも、その目算を確実にするような諸大名家への積極的な工作すら行わず、書写山の東坂本にあった定願寺で日夜酒宴や猿楽芸能を尽くして遊び呆けていたという（『赤松盛衰記』）[20]。おかげで幕府軍に追討の準備を整える機会を与えただけでなく、惣領家と庶流家で分裂し赤松の一門すら結束させられなかった。そのため幕府軍と衝突して半月で勝負がついたのも、悪評高い将軍を殺害したのだから自分に同情して味方してくれる者もいると満祐が安易に考えていたためという[21]。